# Commission rogatoire en droit français
Pour un article plus général, voir Commission rogatoire.
En droit français, une commission rogatoire est l'acte juridique par lequel un juge charge un autre juge ou une autorité de police, d'instruire, de rechercher des preuves dans une affaire déterminée.

## Commission rogatoire pénale
Prévue aux articles 151 et suivants du code de procédure pénale, la commission rogatoire ne doit pas être confondue avec le mandat qui prescrit un acte unique spécifique.
La commission rogatoire relève de la compétence du juge d'instruction. C'est un acte par lequel un magistrat de toutes juridictions délègue ses pouvoirs à un autre magistrat de son tribunal ou autre juge d'instruction en France ou à un officier de police judiciaire, pour qu'il exécute à sa place un acte d'instruction lorsque lui-même est dans l'impossibilité de procéder à ces actes.
La commission rogatoire doit respecter des conditions de forme et des conditions de fond.

### Forme de la commission rogatoire
La délégation de pouvoirs ne peut jamais être générale, elle doit contenir les actes autorisés pour des faits déterminés.
Forme de la commission rogatoire :
- elle est écrite, et doit comporter le nom du magistrat, le siège du tribunal, le numéro d'instruction, ainsi que l'identité des parties et leurs statuts ;
- elle doit préciser la nature des infractions et les actes requis ;
- elle doit être datée signée du magistrat avec son sceau.

### Fond de la commission rogatoire
Le juge peut ordonner une commission rogatoire pour :
- un interrogatoire ;
- une confrontation ;
- une audition ;
- une perquisition ;
- tous les actes utiles à la manifestation de la vérité décidés par le magistrat ;
- le placement sous le régime de la mise en examen, si elle n’était pas témoin assisté, par un autre juge d’instruction.

Ne peut faire l’objet de commission rogatoire :
- les mandats ;
- la perquisition où sa présence est obligatoire (avocats, médecins, avoués, notaires…).

Le témoin, entendu par un officier de police judiciaire, doit prêter serment, sauf s’il est placé en garde à vue, s'il est mineur de seize ans ou s'il a un statut (témoin assisté ou partie civile sur leur [Qui ?] demande). Le mis en examen ne peut pas être entendu par un officier de police judiciaire.

### Le cas particulier de la garde à vue
Si la personne faisant l’objet d’une commission rogatoire est placée en garde à vue, elle peut être retenue selon les dispositions de la garde à vue (article 154 du code de procédure pénale) durant 24 heures. Ce délai de 24 heures peut être prolongé d’autant par autorisation du magistrat compétent (juge d'instruction). Une dernière prolongation de 48 heures peut être autorisée par écrit par le juge des libertés et de la détention, notamment en matière de criminalité organisée, terrorisme, etc. selon les infractions citées à l'article 706‑73 du code de procédure pénale et doit être présentée devant le juge d’instruction après l’expiration du délai ou remise en liberté selon la décision du magistrat.
Si la garde à vue est prolongée, l'intéressé doit faire l'objet d'une présentation devant le magistrat mandant (sauf exceptionnellement) par écrit et motivée.

## Commission rogatoire civile
La commission rogatoire en droit civil est organisée par l'article 730 du code de procédure civile qui dispose que « lorsque l'éloignement des parties ou des personnes qui doivent apporter leur concours à la justice, ou l'éloignement des lieux, rend le déplacement trop difficile ou trop onéreux, le juge peut, à la demande des parties ou d'office, commettre la juridiction de degré égal ou inférieur qui lui paraît la mieux placée sur le territoire de la République, afin de procéder à tous les actes judiciaires qu'il estime nécessaires. »